# A Show of Hands
| Оценки критиков | Оценки критиков |
| Источник        | Оценка          |
| --------------- | --------------- |
| Allmusic        | [ 1 ]           |
| Kerrang!        | [ 2 ]           |
| Rolling Stone   | [ 3 ]           |

A Show of Hands — концертный альбом канадской рок-группы Rush, был издан в 1989 году. В том же году, группа выпустила одноимённое видео, первоначально на VHS и лазерных дисках. Версия концерта на DVD вышла в 2007 году.

## Список композиций
Все песни написаны Алексом Лайфсоном, Гедди Ли и Нилом Пиртом, за исключением отмеченных.
| №   | Название                                                | Длительность |
| --- | ------------------------------------------------------- | ------------ |
| 1.  | «Intro»                                                 | 0:53         |
| 2.  | «The Big Money»                                         | 5:59         |
| 3.  | «Subdivisions»                                          | 5:22         |
| 4.  | «Marathon»                                              | 6:39         |
| 5.  | «Turn the Page»                                         | 4:41         |
| 6.  | «Manhattan Project»                                     | 5:18         |
| 7.  | «Mission»                                               | 5:46         |
| 8.  | «Distant Early Warning»                                 | 5:15         |
| 9.  | «Mystic Rhythms»                                        | 5:32         |
| 10. | «Witch Hunt» (Pt. III of «Fear»)                        | 4:00         |
| 11. | «The Rhythm Method» (Пирт)                              | 4:37         |
| 12. | «Force Ten» (Лайфсон, Ли, Пирт, Пай Дюбуа)              | 4:55         |
| 13. | «Time Stand Still»                                      | 5:13         |
| 14. | «Red Sector A»                                          | 5:18         |
| 15. | «Closer to the Heart» (Лайфсон, Ли, Пирт, Питер Тэлбот) | 4:54         |

## Участники записи
- Гедди Ли — вокал, бас-гитара, синтезаторы
- Алекс Лайфсон — гитары (электрогитара и акустическая), синтезаторы
- Нил Пирт — ударные, перкуссия

## Хит-парады
| Год  | Хит-парад     | Высшая позиция |
| ---- | ------------- | -------------- |
| 1989 | Billboard 200 | 21             |

## Сертификация
| Страна | Организация | Статус              |
| ------ | ----------- | ------------------- |
| США    | RIAA        | Золотой (500,000)   |
| Канада | CRIA        | Платиновый (80,000) |